# Салбађелу Ноу (Караш-Северин)
Салбађелу Ноу (рум. Sălbăgelu Nou) насеље је у Румунији у округу Караш-Северин у општини Саку. Oпштина се налази на надморској висини од 169 m.

## Историја
По "Румунској енциклопедији" место је основала Народна банка из Арада. Године 1896. на земљишту Брукентала колонизовани су Немци. Било је то на два километра од старог села Салабела. У другој половини 20. века масовно су се доселили Украјинци

## Становништво
Према подацима из 2002. године у насељу је живело 259 становника.

### Попис2002.
| Расподела становништва по националности 2002.‍ | Расподела становништва по националности 2002.‍ | Расподела становништва по националности 2002.‍ | Расподела становништва по националности 2002.‍ | Расподела становништва по националности 2002.‍ |
| --------------------------------------------- | --------------------------------------------- | --------------------------------------------- | --------------------------------------------- | --------------------------------------------- |
|                                               |                                               |                                               |                                               |                                               |
| Румуни                                        | Румуни                                        |                                               | 39                                            | 15,1%                                         |
| Украјинци                                     | Украјинци                                     |                                               | 211                                           | 81,5%                                         |
| Немци                                         | Немци                                         |                                               | 9                                             | 3,5%                                          |